# Беверли (Массачусетс)
Беверли (англ. Beverly) — город в округе Эссекс в Массачусетсе в Соединённых Штатах Америки. Беверли является соперником города Марблхед в их давней упорной неофициальной борьбе за право называться «родиной (колыбелью) Военно-морских сил США» (англ. «birthplace of the U.S. Navy»).
По данным переписи населения США 2020 года население города Беверли составляло 42 670 человек.

## История
В доколумбову эпоху коренные американцы населяли земли, которые позднее станут северо-восточным Массачусетсом, за тысячи лет до начала европейской колонизации Америки. Во время контакта в начале 1600-х годов территория, которая где ныне расположен Беверли, находилась между важным поселением племени Наумкеаг в современном Сейлеме и поселениями племени Агавам на скалистом полуострове Кейп-Анн, с вероятными местами поселений коренных народов в устье реки Басс. Уже в первые десятилетия колонизации из-за новых эпидемий, потери охотничьих угодий и стычек с колонистами число коренных жителей региона сократилось примерно в четыре раза.

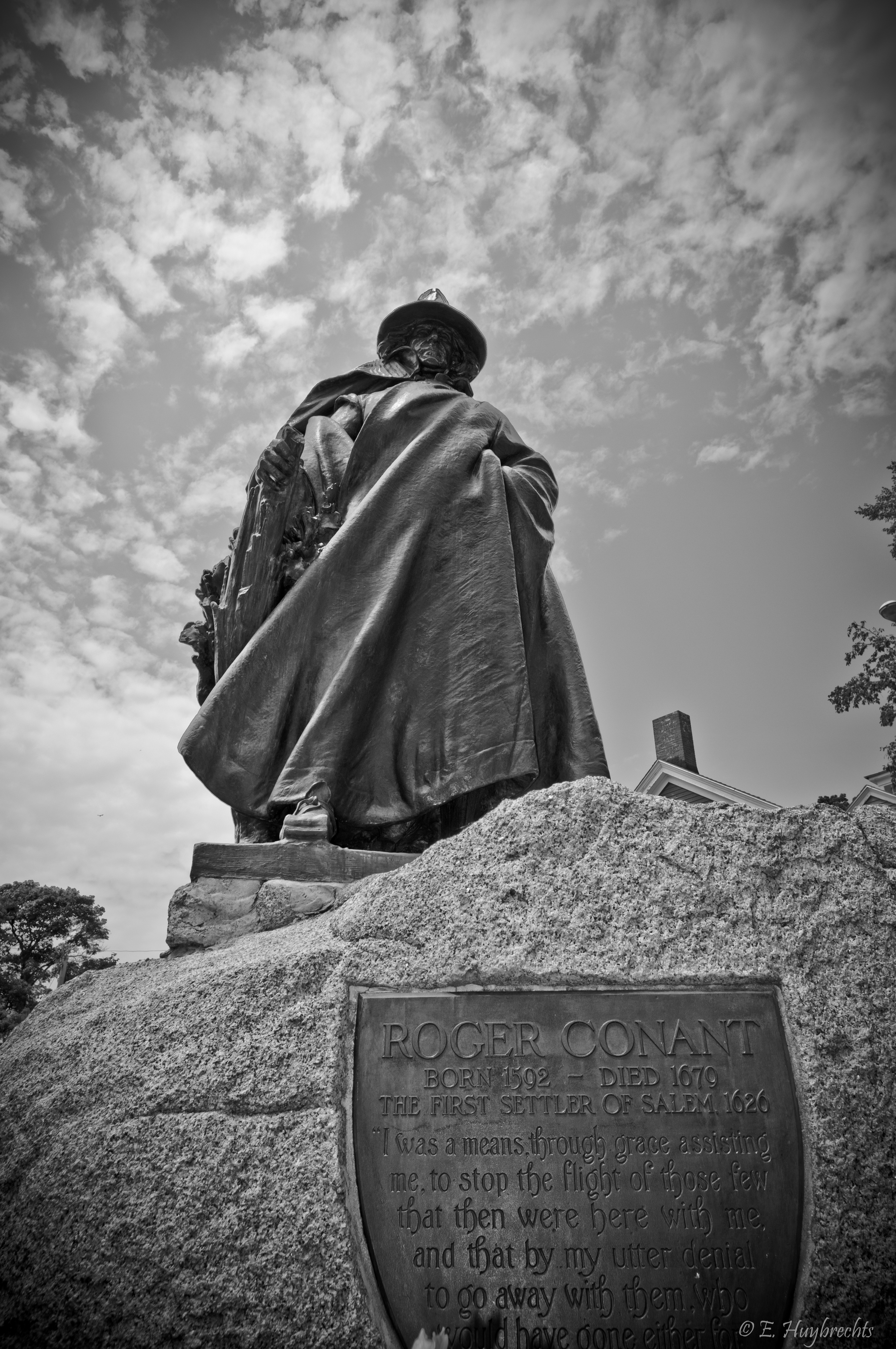
Статуя Роджер Конант в Сейлеме. Скульптор Г. Х. Китсон

Первое крупное поселение европейцев под руководством Роджера Конанта появилось здесь в 1626 году как часть Колонии Массачусетского залива. Первоначально Беверли был одним из районов Сейлема, но затем был выделен в отдельное поселение и официально получил статус города в 1668 году, когда он был назван в честь города в Восточном райдинге Йоркшира, в Англии. До наших дней сохранился Дом Джона Балча, построенный, согласно дендрохронологическому тестированию, проведенному в 2006 году, примерно в 1679 году.
Английские колонисты изначально не спрашивали разрешения у коренных жителей, чтобы поселиться в районе Беверли; однако, когда король Англии Карл II отменил колониальные хартии, чтобы в 1684 году основать Доминион Новая Англия, Беверли присоединился к нескольким муниципалитетам Массачусетса в поисках наследников местных сахемов и выплате им ex post facto, чтобы де-юре установить право на землю. Так что в 1686 году городские выборщики согласились выплатить шесть фунтов, шесть шиллингов и восемь пенсов трем внукам вождя Маскономета (ум. 1658), последнего сахема племени Агавам.

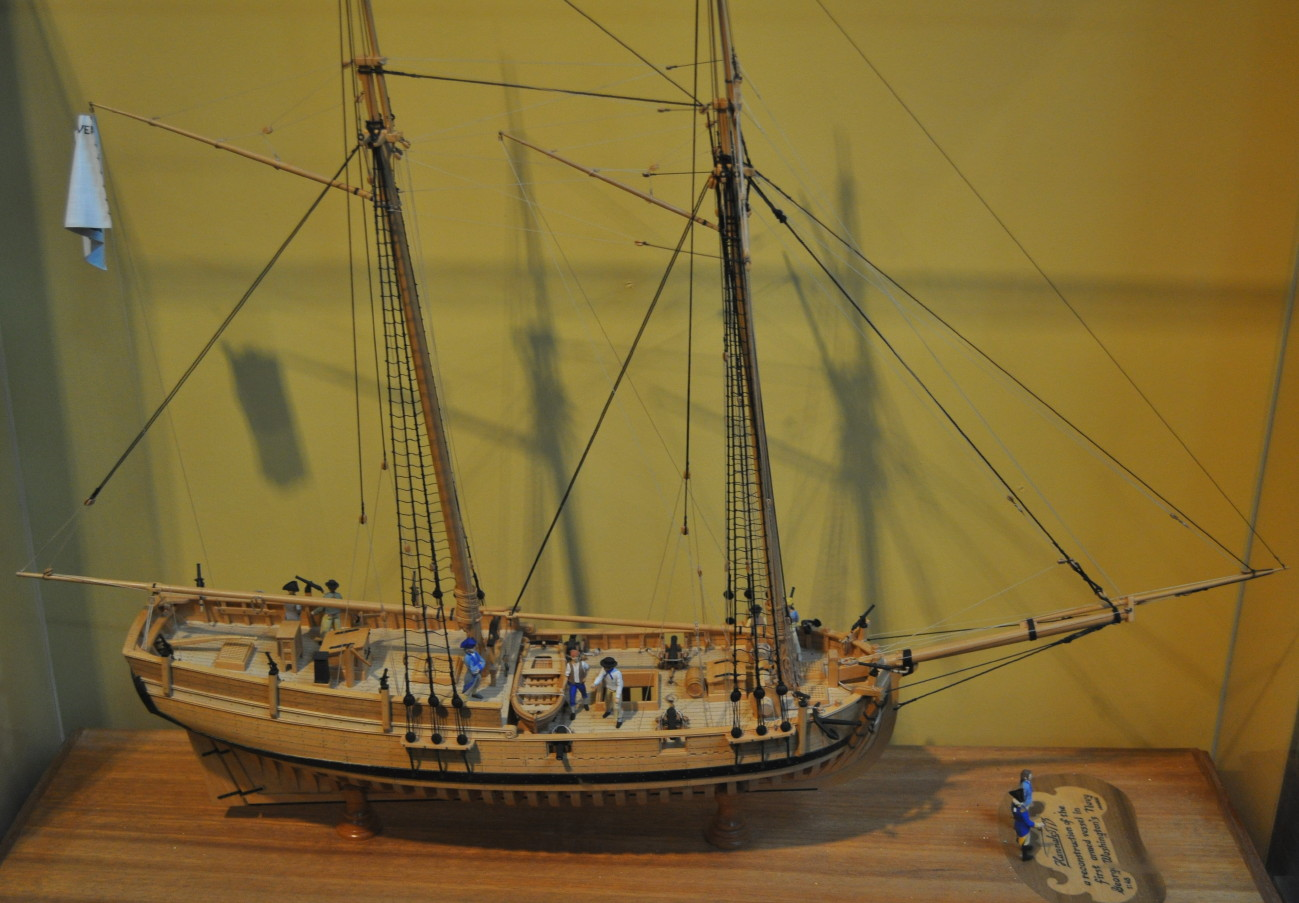
Модель шхуны USS Hannah в Национальном музее ВМС США в Вашингтоне

Первым судном, заказанным Военным ведомством США для армии (военно-морской флот США тогда еще не существовал), была вооруженная шхуна USS Hannah под командованием капитана Николсона Броутона. Она была оснащена в Беверли и впервые вышла из городской гавани 5 сентября 1775 года. По этой причине Беверли называет себя «местом рождения (колыбелью) американского флота». Однако жители Марблхеда считают, что этот титул положен им, отчасти потому, что сам капитан Броутон был оттуда и службу он нёс в полку Марблхеда. Однако официальная история ВМС США противоречит этому, согласно ей первые три фрегата ВМС США были спущены на воду только в 1797 году, но жители этих городов, не отрицая этого, настаивают, что история американского флота начинается раньше, со шхуны Ханна. На нашивке городского полицейского управления Беверли вышит силуэт Hannah.
Беверли также называют иногда «местом рождения американской промышленной революции», поскольку именно здесь в 1787 году была запущена первая в Америке и крупнейшая своего времени хлопчатобумажная фабрика. 
В Беверли находится одна из первых воскресных школ страны, которая была построена в 1810 году.
В 1984 году в Elliott Chambers, меблированных комнатах, расположенных на углу улиц Рэнтул и Эллиот в центре Беверли произошел один из самых смертоносных пожаров в истории Массачусетса.